# 世纪大道 (美国)
世纪大道（英語：Century Boulevard）是加州洛杉矶南部的一条东西向干线公路。世纪大道东起南门阿拉米达街特威迪大道（其东端特威迪大道从大西洋大道东端开始），西抵洛杉矶国际机场的航站楼。由于与机场连接，这条路被称为“通往洛杉矶的门户”。

## 路线说明
世纪大道穿过瓦茨、海港门户、南洛杉矶、英格尔伍德和威彻斯特。在连接到洛杉矶国际机场环路后，世纪大道汇入世界北路，离开洛杉矶国际机场后汇入世界南路。
洛杉矶的网格规划及其东西向通道的编号将要求在世纪大道的位置建立第100号街，于是有了更通俗的名称。
世纪大道串联杰西·欧文斯公园、好莱坞公园赌场、 SoFi体育场和好莱坞公园开发项目以及英格尔伍德世纪大道购物中心南侧的村庄。

### 公共交通
都会本地117线在世纪大道上运行。

## 未来发展

### 重建计划
洛杉矶官员表达了翻新世纪大道的愿望。2017年11月，城市规划部分刊出一项概念，概述了对洛杉矶国际机场附近1.5英里道路的翻新工程，以使该地区现代化并使路线更加适合路人行走。该项目可能会拓宽人行道和自行车道，增加新的树木和景观美化，以及改造不雅观的结构。

### 未来的洛杉矶大都会站
航空/世纪地铁站和航空/96街站正在建设中，新建的洛杉矶地铁站将串联新建的K线和既有的C线。它将是航空大道和世纪大道路口的高架轻轨站，二者将分别在2021年和2023年投运。